# Дзюбанго
Дзюбанго (яп. 十番碁) — термин игры го, обозначающий длительный матч из десяти партий. Одна из традиционных форм проведения матчей между игроками высокого уровня. В настоящее время дзюбанго не проводятся.

## Формат
Матч состоит из десяти партий. Он может быть завершён досрочно по соглашению сторон (обычно — после того, как один из игроков достигнет 6 побед). Играют без коми. Если противники исходно равны по силе, они попеременно играют белым и чёрным цветом. Для соперников, отличающихся в ранге на один дан, применяется турнирная фора «чёрные-белые-чёрные», то есть более слабый играет чёрными две из каждых трёх партий, при разнице в два дана — фора «чёрные-чёрные-чёрные», когда более слабый играет чёрными все партии.
«Чистой победой» в дзюбанго признаётся победа с перевесом в 4 очка (например, если игрок выиграл 6 партий и проиграл 2). Такая победа считается свидетельством того, что победитель сильнее побеждённого на один дан (если играли на равных, если с турнирной форой — то разница между игроками меняется на один дан). Если при исходном равенстве победитель выиграл на 4 партии больше, он «вывел противника на турнирную фору» — впоследствии игры между этими противниками должны проводиться с турнирной форой «чёрные-белые-чёрные». Если же дзюбанго уже игралось с турнирной форой, и сильнейший выиграл на 4 партии больше, то противник выводится на фору «чёрные-чёрные-чёрные».
Традиционно дзюбанго были очень длительными. Перерывы между партиями составляли до нескольких месяцев, нередко партии проводились в разных местах. Это резко отличает дзюбанго от современных спортивных турниров, которые обычно проводят в одном месте в течение короткого времени. Разве что матчи за титулы в современной Японии сохранили эти особенности дзюбанго, но сейчас даже они проходят за существенно более короткое время.

## История
Дзюбанго стали традиционными в период Эдо; тогда игроки начали вызывать противников на такие матчи, рассчитывая победить и тем самым доказать, что они сильнее. Тогда же установилась традиция предоставления турнирной форы в случае, если один из противников имел больший ранг. Результаты дзюбанго были основанием для присвоения более высокого ранга.
Традиции проведения дзюбанго были возрождены В XX веке. С 1930 по 1960 год дзюбанго проводились при спонсорской поддержке газеты «Ёмиури Симбун». В этот период дзюбанго стали одним из наиболее престижных видов игр в японском профессиональном го. Безусловным лидером в дзюбанго этой эпохи стал Го Сэйгэн, который добился огромных успехов в играх против сильнейших японских профессионалов.
Однако после 1960 года газета переключилась на спонсирование матчей за титулы, которые были интереснее публике.
В 2014 году было проведено дзюбанго между Ли Седолем и Гу Ли , ведущими игроками Кореи и Китая соответственно. Матч закончился победой Ли Седоля со счётом 6:2.